# Vzhodnoafriški gorski gozdovi
Vzhodnoafriški gorski gozdovi so gorska tropska vlažna gozdna ekoregija Vzhodne Afrike. Ekoregija obsega več ločenih območij nad 2000 metri v gorah Južnega Sudana, Ugande, Kenije in Tanzanije.

## Geografija
Vzhodnoafriški gorski gozdovi se raztezajo na skupno 65.500 kvadratnih kilometrih, v 25 ločenih enklavah, ki segajo v velikosti od 23.700 do 113 kvadratnih kilometrov. Gorski gozdovi segajo do približno 1000 metrov nadmorske višine, visoko pa vse do 3500 metrov. Najsevernejša enklava je na gori Kinyeti v gorovju Imatong v Južnem Sudanu, ki se razteza proti jugu skozi Mount Moroto v vzhodni Ugandi in Mount Elgon na kenijsko-ugandski meji. V Keniji in Tanzaniji ekoregija sledi goram vzhodno in zahodno od Velikega tektonskega jarka in povezanih vulkanov, vključno z gorovjem Aberdare, Mount Kenya, Mount Kulal, Mount Nyiru, gorovjem Ndoto, gorovjem Matthews, Mount Marsabit, hribi Cherangany in Nguruman pobočje v Keniji in gora Kilimandžaro, Mount Meru, krater Ngorongoro in gozdovi Marang (višavje Mbulu in Mount Hanang) v severni Tanzaniji.

## Podnebje
Podnebje ekoregije je bolj zmerno in sezonsko kot v okoliških nižinah. Temperature lahko padejo pod 10 °C v najhladnejših mesecih (julij in avgust) in se dvignejo nad 30 °C v topli sezoni. V višjih legah so temperature običajno nižje, na najvišjih legah lahko pride do zmrzali.
Povprečna letna količina padavin se giblje med 1200 in 2000 mm, z dvema deževnima sezonama – od oktobra do decembra in od marca do junija – ter dvema sušnima dobama – od januarja in februarja ter od julija do oktobra. Podnebje je bolj vlažno kot v okoliških nižinah in z manj izrazito mokrimi in sušnimi sezonami. Količina padavin se razlikuje od gore do gore, glede na višino in smer prevladujočih vetrov.

## Rastlinstvo
Ekoregijo sestavljajo gorski gozdovi, travišča in savane, ki na najvišjih vrhovih prehajajo v vzhodnoafriška gorska barja. Ekoregija je dom afromontanske flore, ki se pojavlja v gorah Vzhodne Afrike in se razlikuje od nižinske flore.
Rastlinske združbe se razlikujejo glede na nadmorsko višino. Rastlinske združbe in značilne vrste so si od gore do gore na splošno podobne. Višinske meje za rastlinske združbe se lahko razlikujejo od gore do gore, odvisno od mase in višine gore, njene bližine oceanu in oddaljenosti od ekvatorja – pojav, znan kot Massenerhebung učinek (učinek dviga mase).
Značilne rastlinske združbe so:
- Afromontanski deževni gozd. Običajno jih najdemo med 1200 in 2500 metri nadmorske višine, kjer je povprečna letna količina padavin med 1250 in 2500 mm in imajo pogoste megle v sušnem obdobju od enega do petih mesecev. Afromontanski deževni gozd je deževni gozd s sklenjenimi krošnjami, ki je po strukturi in videzu podoben nekaterim nižinskim gvinejsko-kongovskim tipom gozdov, vendar se razlikuje po vrstni sestavi. Večina dreves je zimzelenih, le redkim večjim drevesnim vrstam (Entandrophragma excelsum in Aningeria adolfi-friederici) v sušnem obdobju za nekaj dni odpadejo listi. Značilne vrste so Aningeria adolfi-friederici, Cola greenwayi, Cylicomorpha parviflora, Entandrophragma excelsum, Ficalhoa laurifolia, Gambeya gorungosana, Mitragyna rubrostipulata, Myrianthus holstii, Ochna holstii, Kuloa usambarensis, Olea capensis, Parinari excelsa, Strombosia scheffleri, Syzygium guineense ssp. afromontanum in Tabernaemontana stapfiana. Pogoste so drevesne praproti (Cyathea spp.).
- Afromontanski nediferenciran gozd. Pojavljajo se na primerljivih višinah kot afromontanski deževni gozdovi (1250 do 2500 m) na območjih z nižjo količino padavin (do 850 mm letno). Imajo nižjo krošnjo kot deževni gozdovi in imajo izrazito vrstno sestavo. Značilna drevesa nediferenciranega gozda so Halleria lucida, Ilex mitis, Kiggelaria africana, Nuxia congesta, Nuxia floribunda, Ocotea kenyensis, Podocarpus falcatus in Myrsine melanophloeos. Podocarpus latifolius, Prunus africana in Xymalos monospora so skupne tako v nediferenciranih gozdovih kot v deževnih gozdovih.
- Gozd Juniperus procera. Prevladujoči gozdovi Juniperus procera (afriškega brina) so na bolj suhih pobočjih na visokih nadmorskih višinah (1800 do 2900 metrov) in občasno celo do 1000 metrov. Povprečna letna količina padavin je običajno med 1000 in 1150 mm, lahko pa tudi več kot 1250 mm. Juniperus procera se v senci ne obnavlja, zato gozdovi brina pogosto nastajajo po gozdnih požarih.
- Afromontanski bambus. Goste sestoje bambusa Oldeania alpina najdemo na visokih nadmorskih višinah (2400 do 3000 m in do 3500 m na Mount Kenya). Običajno jih najdemo na bogatih vulkanskih tleh in položnih pobočjih, kjer letno pade več kot 1250 mm padavin. Največji bambusovi nasadi so na Mount Kenija (39.000 ha), v kenijskem pogorju Aberdare (65.000 ha) in na pobočju Maua (51.000 ha) ter gori Meru.[5]
- Afromontanski vlažni prehodni gozd najdemo na nižjih nadmorskih višinah in vsebuje mešanico afromontanskih in neafromontanskih drevesnih vrst.

## Živalstvo
V ekoregiji je osem endemičnih ali omejenih vrst ptic. Cisticola aberdare, Abbottov škorec (Cinnyricinclus femoralis) in Kenrickov škorec (Poeoptera kenricki) se pojavljajo le na dveh ali treh gorah ali gorskih verigah v regiji. Cisticola hunteri,  Francolinus jacksoni in Macronyx sharpei živijo v večini gora v ekoregiji.
Endemični sesalci so rovke: Petersova mošusna rovka (Crocidura gracilipes), Raineyjeva rovka (Crocidura raineyi), Crocidura ultima, Surdisorex norae in Surdisorex polulus ter glodavci: orjaška goščava podgana (Grammomys gigas), Tachyoryctes annectens in afriški krt (Tachyoryctes audax).
Sesalci z omejenim obsegom, ki izvirajo iz gorskih gozdov, so Jacksonov mungo (Bdeogale jacksoni), Abbottov duiker (Cephalophus spadix), veverica Heliosciurus undulatus in vzhodni drevesni pečinar (Dendrohyrax validus).
V ekoregiji je devet endemičnih vrst plazilcev, vključno s šestimi vrstami kameleonov, ki so večinoma omejeni na eno goro ali verigo, in gorski gad (Vipera hindii).

## Zavarovana območja
35 % ekoregije je v zavarovanih območjih. Zavarovana območja so narodni park Aberdare, narodni park Mount Kenya, narodni park Mount Elgon, narodni park Kilimandžaro, narodni park Aruša, narodni park doline Kidepo, rezervat za divjad Kidepo, gozdni rezervat Mathews Range, gozdni rezervat Mount Nyiru, rezervat divjih živali Pian Upe, Zavarovano območje Ngorongoro in narodni rezervat jezera Bogoria.

## Galerija
- Gozd z lišaji na Mount Kenya
- Gorski gozd pod območjem bambusa na Mount Kenya
- Gorski gozdovi Mount Kenije iz vesolja
- Gorski gozdovi gore Kilimandžaro iz vesolja